# Augustin-Marie-Gabriel de Talhouët
Pour les autres membres de la famille, voir Famille de Talhouët.
Augustin-Marie-Gabriel, marquis de Talhouët-Bonamour (14 septembre 1768, Rennes - 11 janvier 1823, Nantes), est un officier et homme politique français, député de la Loire-Inférieure sous le Premier Empire.

## Biographie
Augustin Marie Gabriel de Talhouët est le fils de Jean Jacques de Talhouët, chevalier, comte de Bonamour, seigneur de Québriac La Chapelle, La Touche Trebru, Lourmois et autres lieux, conseiller au parlement de Bretagne, et de Gillette Esther de Tranchant, dame du Tret et de Soudan. 
Entré dans la carrière militaire le 8 janvier 1786, il est d'abord second sous-lieutenant surnuméraire, sans solde, dans le Régiment du Roi - infanterie. Il y est promu sous-lieutenant en premier le 27 octobre 1789 ; réformé en même temps que son régiment en 1791, il passe le 7 décembre 1791 au 105e régiment d'infanterie de ligne, puis le 20 décembre suivant dans la Garde du roi. À la Restauration, il lui est accordé à titre rétroactif le grade de lieutenant (décision de décembre 1814) puis de capitaine (décision de février 1815) avec rang du 30 novembre 1791. Il démissionne peu après. 
Il devient en l'an V, sous le Directoire, agent municipal de Pont-Saint-Martin puis sous le Consulat maire de Soudan, depuis l'an IX jusqu'à la Restauration ; il est conseiller d'arrondissement de Châteaubriant de l'an IX jusqu'à l'an XIII, et conseiller général de l'an XIII jusqu'en 1807. 
Talhouët est élu, le 17 brumaire an XIII (8 novembre 1804), par le Sénat conservateur, député de la Loire-Inférieure au Corps législatif. Il en sortit le 1er juillet 1809, et ne reparut plus sur la scène politique.
Il reçut la croix de chevalier de la Légion d'honneur le 5 décembre 1814.

## Autres sources
- « Talhouet Bonamour de, Augustin Marie Gabriel », « Cote LH/2565/3 », base Léonore, ministère français de la Culture.